# Артемій (ігумен)
Артемій (рік народження невідомий — 1570-ті роки) — російський церковний діяч, публіцист. Ігумен Троїце-Сергієвого монастиря, прихильник течії «нестяжательства», ідеологом якої в Росії був Ніл Сорський. Виступав проти церковних привілеїв та монастирського землеволодіння, поклоніння іконам; засуджував духовенство за його неправедне життя. Звинувачений церковним собором у єресі і засланий довічно в Соловецький монастир, звідки йому близько 1555 вдалося втекти до Великого князівства Литовського. Жив у Слуцьку при дворі князя Ю. Слуцького. Виступив на оборону православ'я. Автор 14 послань, зокрема Симону Будному, авторитетному діячеві Реформації у ВКЛ, Івану IV Грозному. Проповідував релігійну терпимість, закликав поширювати освіту, знання, вважав, що люди набувають знання не лише від Божого просвітлення, а й від постійного заняття науками. Співпрацював з ученим гуртком князя Курбського, підтримував його перекладацьку діяльність. З. Копистенський писав про Артемія, що той «багатьох від єресей аріанських і лютерських в Литві відвернув». Учнем Артемія був Феодосій Косой.

## Твори
- Послания старца Артемия, XVI века. «Русская историческая библиотека», 1878, т. 4, кн. 1.